# 中将棋
中将棋（ちゅうしょうぎ）は、日本の将棋類の一つであり、二人で行うボードゲーム（盤上遊戯）の一種である。

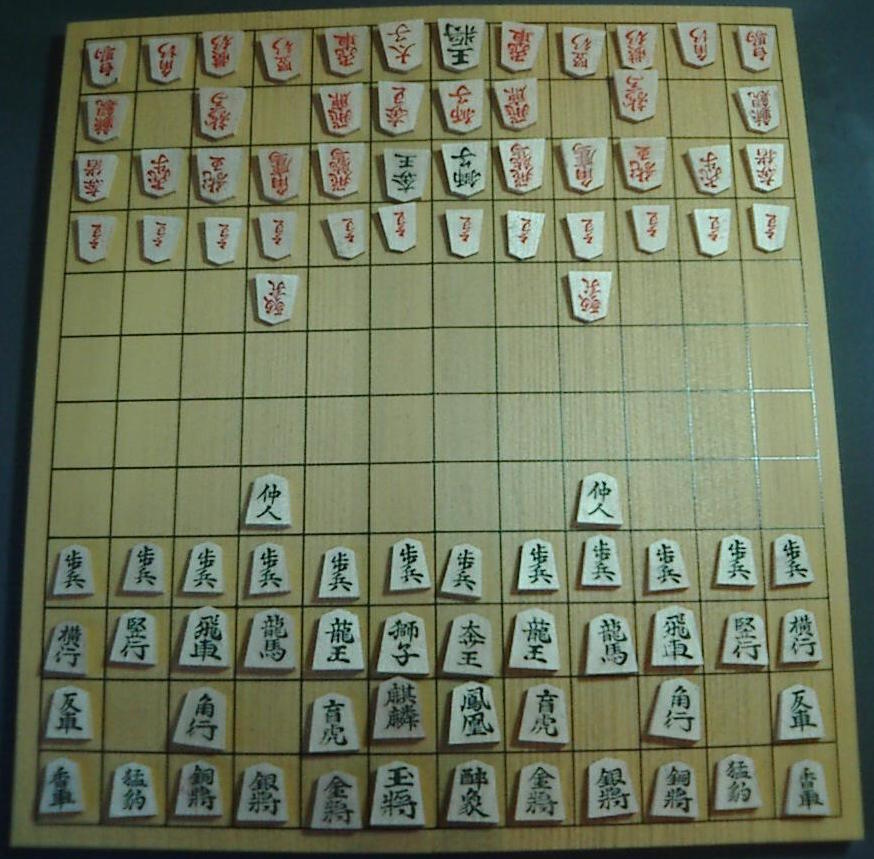
中将棋の盤と駒

## 概要
中将棋の発祥ははっきり分かっていないが、少なくとも14世紀頃には普及していたとみられる。15世紀の記録から、公家社会で小将棋(ルール不詳)とともに流行していたことが読み取れる（中世の下流階層で遊ばれていたかは、記録が残っていないため定かではない）。また、16世紀の将棋に関する記録には中将棋についての記述の割合が多く、中将棋を単に「将棋」と呼び小将棋の方を「少将棋」と区別しているケースも見られる。しかし、戦国時代以降は徐々に中将棋の愛好者が漸減していき、江戸時代には代わりに小将棋が庶民のあいだで定着され主流になっていったと見られる。
明治維新後は京阪神地方で生き残っていたが、戦後になると1975年の時点で「指せるのは全国で10人前後」とも言われるほど廃れた。しかし、1990年代になるとインターネットの普及により「日本中将棋連盟」などの愛好家コミュニティが生まれ、対局・普及活動が行われるようになった。さらに2009年頃からは大阪府島本町の地域振興の一環で「ご当地ゲーム」として注目され、将棋のプロ棋士らによる公開対局も実施されている。この影響で、漫画『こちら葛飾区亀有公園前派出所』でも取り上げられた（163巻収録「中将棋の巻」）。
2010年時点の日本の競技人口は200人から300人とされるが、「持ち駒が使えない」というチェスとの共通点もあり、欧米圏では変則チェスの一種として一定数の競技人口が存在するとされる。デイヴィッド・プリチャード (チェスプレイヤー)は、中将棋を「大型のチェス類の中の最高峰」と絶賛している。インターネット将棋サイトのLishogiでは、2022年から中将棋のオンライン対局が可能になっている。
中将棋をよく指した棋士として岡崎史明と大山康晴が知られる。羽生善治によると「関西の昔の棋士は中将棋をよく指していた」という。特に大山は一般人に向けて中将棋の指導対局を行うなど、中将棋の伝道に尽力した。大山は少年時代の昭和12年（1937年）に先輩棋士から中将棋を習ったといい、後年「幼い頃から中将棋を指していたことが、自らの粘りのある棋風に繋がった」とも語っている。現代の棋士では、神崎健二が中将棋に造詣が深いことで知られる。

## ルール

### 基本ルール

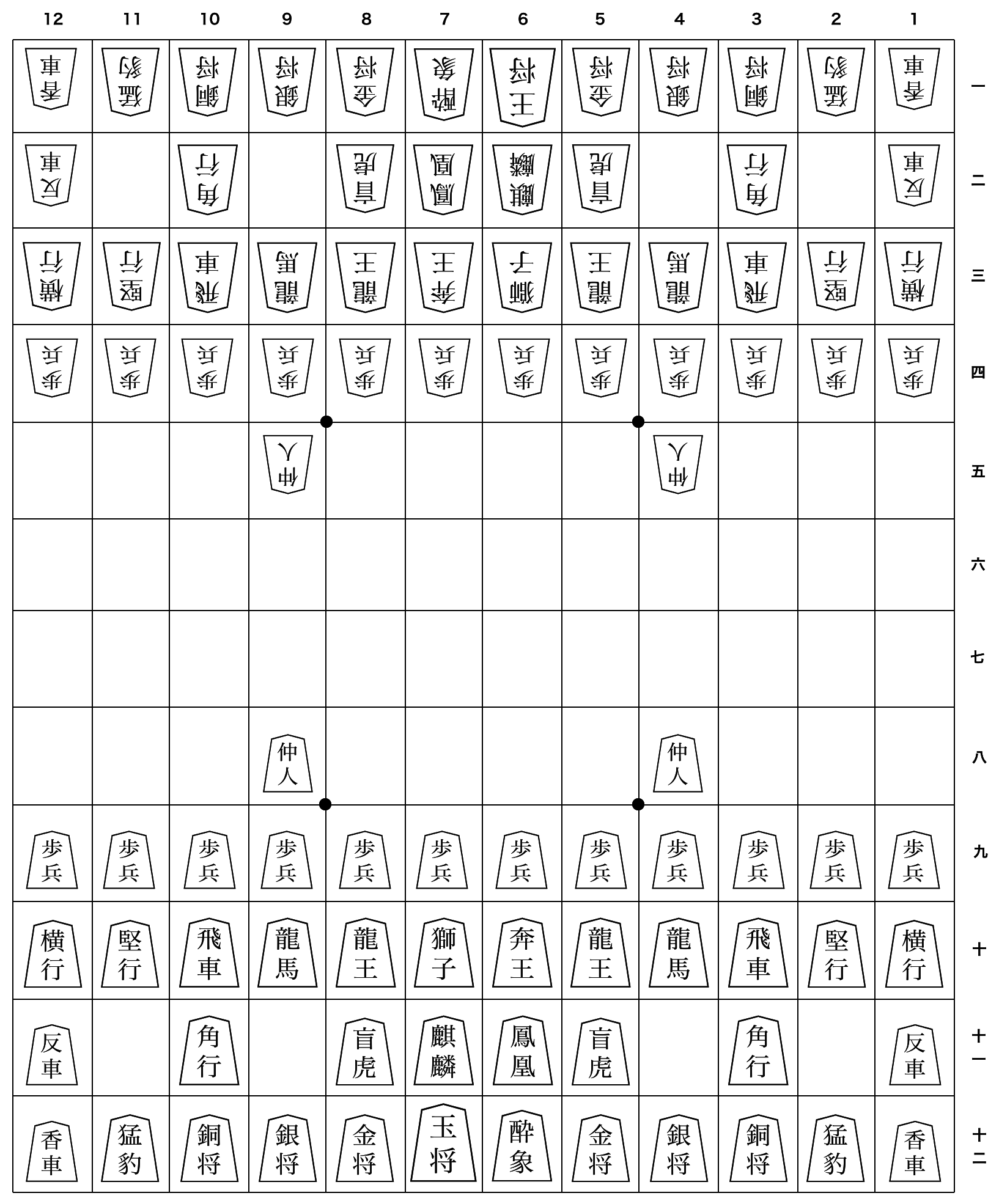
中将棋の初期配置

- 縦横12マスずつに区切られた将棋盤の上で行う。
- 自分から見て手前の四段を自陣、反対に相手から見て四段を敵陣という。
- 競技者双方が交互に、盤上にある自分の駒を一回ずつ動かす（本将棋とは異なり持ち駒という概念はない）。
- 駒は、玉将（玉）または王将（王）・金将（金）・銀将（銀）・香車（香）・飛車（飛）・角行（角）・歩兵（歩）・横行（横）・竪行（竪）・龍馬（馬）・龍王（龍）・獅子（獅）・奔王（奔）・反車（反）・盲虎（虎）・麒麟（麒）・鳳凰（鳳）・猛豹（豹）・銅将（銅）・醉象（象）・仲人（仲）の21種類あり、それぞれ動きが決まっている。
- 玉将または王将、奔王、獅子以外は以下の方法により「成駒」になれる。
  - 敵陣の外側にある駒を敵陣内へ移動させたとき。
  - 敵陣内にある自軍の駒で敵の駒を取ったとき。
  - 歩兵・香車が不成で敵陣に進入した場合、敵駒をとるかあるいは一番奥の段にたどり着いたとき。
- 本将棋と違い、不成で敵陣内に入った駒は、敵駒を取るか、一旦敵陣から出てまた入り直すか、歩兵・香車の場合一番奥の段にたどり着いた場合にしか成ることはできない。
  - 以上の成りルールは日本中将棋連盟のものである。現在ネット上に出回っているプログラムでは敵陣の段数が4段である以外は本将棋と同様の成りルールとなっている場合がある。
- 成るのは移動が完全に終了した後である。
- 自分の駒の動く先（利き）に相手の駒があるとき、その駒を取ることができる。
- 本将棋とは違い、駒を捕獲し自らの持ち駒にすることはできない。捕獲された駒は、盤上から取り除かれるのみである。

### 駒の動き
- ●はその位置に動ける。
- ＼│／─はその線上を他の駒に当たらない限りどこまでも動ける。
- □、■は下記参照。
- ★はその場所まで飛び越えて移動できる。

|  |   |    |   |  |
|  | ● | ●  | ● |  |
|  | ● | 玉 | ● |  |
|  | ● | ●  | ● |  |
|  |   |    |   |  |

|  |   |    |   |  |
|  | ● | ●  | ● |  |
|  | ● | 金 | ● |  |
|  |   | ●  |   |  |
|  |   |    |   |  |

|   |   | │  |   |   |
|   |   | │  |   |   |
| ─ | ─ | 飛 | ─ | ─ |
|   |   | │  |   |   |
|   |   | │  |   |   |

|  |   |    |   |  |
|  | ● | ●  | ● |  |
|  |   | 銀 |   |  |
|  | ● |    | ● |  |
|  |   |    |   |  |

|  |   | │  |   |  |
|  |   | │  |   |  |
|  | ● | 竪 | ● |  |
|  |   | │  |   |  |
|  |   | │  |   |  |

|  |   |    |   |  |
|  | ● | ●  | ● |  |
|  |   | 銅 |   |  |
|  |   | ●  |   |  |
|  |   |    |   |  |

|   |   |    |   |   |
|   |   | ●  |   |   |
| ─ | ─ | 横 | ─ | ─ |
|   |   | ●  |   |   |
|   |   |    |   |   |

|  |   |    |   |  |
|  | ● | ●  | ● |  |
|  |   | 豹 |   |  |
|  | ● | ●  | ● |  |
|  |   |    |   |  |

| ＼ |    |    |    | ／ |
|    | ＼ |    | ／ |    |
|    |    | 角 |    |    |
|    | ／ |    | ＼ |    |
| ／ |    |    |    | ＼ |

|  |  | │  |  |  |
|  |  | │  |  |  |
|  |  | 香 |  |  |
|  |  |    |  |  |
|  |  |    |  |  |

| ＼ |    | │  |    | ／ |
|    | ＼ | │  | ／ |    |
|    |    | 駒 |    |    |
|    |    | │  |    |    |
|    |    | │  |    |    |

|  |  | │  |
|  |  | │  |
|  |  | 反 |
|  |  | │  |
|  |  | │  |

|    |    | │  |    |    |
|    |    | │  |    |    |
|    |    | 鯨 |    |    |
|    | ／ | │  | ＼ |    |
| ／ |    | │  |    | ＼ |

|  |   |    |   |  |
|  | ● |    | ● |  |
|  | ● | 虎 | ● |  |
|  | ● | ●  | ● |  |
|  |   |    |   |  |

|  |   | │  |   |  |
|  | ● | │  | ● |  |
|  | ● | 鹿 | ● |  |
|  | ● | │  | ● |  |
|  |   | │  |   |  |

|   |   | ★  |   |   |
|   | ● |    | ● |   |
| ★ |   | 麒 |   | ★ |
|   | ● |    | ● |   |
|   |   | ★  |   |   |

| □ | □ | □  | □ | □ |
| □ | ■ | ■  | ■ | □ |
| □ | ■ | 獅 | ■ | □ |
| □ | ■ | ■  | ■ | □ |
| □ | □ | □  | □ | □ |

| ★ |   |    |   | ★ |
|   |   | ●  |   |   |
|   | ● | 鳳 | ● |   |
|   |   | ●  |   |   |
| ★ |   |    |   | ★ |

| ＼ |    | │  |    | ／ |
|    | ＼ | │  | ／ |    |
| ─  | ─  | 奔 | ─  | ─  |
|    | ／ | │  | ＼ |    |
| ／ |    | │  |    | ＼ |

|  |  |    |  |  |
|  |  | ●  |  |  |
|  |  | 歩 |  |  |
|  |  |    |  |  |
|  |  |    |  |  |

|  |   |    |   |  |
|  | ● | ●  | ● |  |
|  | ● | と | ● |  |
|  |   | ●  |   |  |
|  |   |    |   |  |

|  |  |    |  |  |
|  |  | ●  |  |  |
|  |  | 仲 |  |  |
|  |  | ●  |  |  |
|  |  |    |  |  |

|  |   |    |   |  |
|  | ● | ●  | ● |  |
|  | ● | 象 | ● |  |
|  | ● |    | ● |  |
|  |   |    |   |  |

| ＼ |    |    |    | ／ |
|    | ＼ |    | ／ |    |
|    |    | 角 |    |    |
|    | ／ |    | ＼ |    |
| ／ |    |    |    | ＼ |

| ＼ |    |    |    | ／ |
|    | ＼ | ●  | ／ |    |
|    | ●  | 馬 | ●  |    |
|    | ／ | ●  | ＼ |    |
| ／ |    |    |    | ＼ |

|   |   | │  |   |   |
|   |   | │  |   |   |
| ─ | ─ | 飛 | ─ | ─ |
|   |   | │  |   |   |
|   |   | │  |   |   |

|   |   | │  |   |   |
|   | ● | │  | ● |   |
| ─ | ─ | 龍 | ─ | ─ |
|   | ● | │  | ● |   |
|   |   | │  |   |   |

|  |   |    |   |  |
|  | ● | ●  | ● |  |
|  | ● | 象 | ● |  |
|  | ● |    | ● |  |
|  |   |    |   |  |

|  |   |    |   |  |
|  | ● | ●  | ● |  |
|  | ● | 太 | ● |  |
|  | ● | ●  | ● |  |
|  |   |    |   |  |

|   |   |    |   |   |
|   |   | ●  |   |   |
| ─ | ─ | 横 | ─ | ─ |
|   |   | ●  |   |   |
|   |   |    |   |   |

| ＼ |    |    |    | ／ |
|    | ＼ |    | ／ |    |
| ─  | ─  | 猪 | ─  | ─  |
|    | ／ |    | ＼ |    |
| ／ |    |    |    | ＼ |

|  |   | │  |   |  |
|  |   | │  |   |  |
|  | ● | 竪 | ● |  |
|  |   | │  |   |  |
|  |   | │  |   |  |

| ＼ |    | │  |    | ／ |
|    | ＼ | │  | ／ |    |
|    |    | 牛 |    |    |
|    | ／ | │  | ＼ |    |
| ／ |    | │  |    | ＼ |

| ＼ |    |    |    | ／ |
|    | ＼ | ●  | ／ |    |
|    | ●  | 馬 | ●  |    |
|    | ／ | ●  | ＼ |    |
| ／ |    |    |    | ＼ |

| ＼ |    | □  |    | ／ |
|    | ＼ | ■  | ／ |    |
| ─  | ─  | 鷹 | ─  | ─  |
|    | ／ | │  | ＼ |    |
| ／ |    | │  |    | ＼ |

|   |   | │  |   |   |
|   | ● | │  | ● |   |
| ─ | ─ | 龍 | ─ | ─ |
|   | ● | │  | ● |   |
|   |   | │  |   |   |

| □  |    | │  |    | □  |
|    | ■  | │  | ■  |    |
| ─  | ─  | 鷲 | ─  | ─  |
|    | ／ | │  | ＼ |    |
| ／ |    | │  |    | ＼ |

| ＼ |    | │  |    | ／ |
|    | ＼ | │  | ／ |    |
| ─  | ─  | 奔 | ─  | ─  |
|    | ／ | │  | ＼ |    |
| ／ |    | │  |    | ＼ |

| □ | □ | □  | □ | □ |
| □ | ■ | ■  | ■ | □ |
| □ | ■ | 獅 | ■ | □ |
| □ | ■ | ■  | ■ | □ |
| □ | □ | □  | □ | □ |

#### 太子の扱い
（※1） 醉象が太子に成ると、玉将（王将）と同じ働きを持つ。
たとえ玉将（王将）が取られても、太子が存在する場合は太子が取られる（詰められる）まで対局が続行される。

#### 駒の動かし方
（※2） 
- ■または□へ行く。
  - ■に敵駒や自駒があったとしても、隣接する□に行ける。つまり□のマスに玉将（王将）がいた場合、王手になる。
- ■に敵駒がある場合、それを取りながら隣接する□（獅子は隣接する■も）に行ける。もしくは、そのまま元いたマスに戻ることができる（これを居食いという）。1度に2回動くことになるが、まとめて1手と数える。
- ■に敵駒がない場合でも、そこへ行き何もなく戻ってくることができる。これをじっとという。結果的に手番をパスをしたことになる。

#### 獅子の特別ルール
（※3） 獅子は中将棋において非常に強力で重要な駒なので、安易に相討ちして興を殺ぐことを防ぐため、取り合いに関して特殊なルールが設けられている。これらのルールは麒麟が成ってできた獅子にも同様に適用される。

##### 先獅子
相手に獅子を取られた時、その直後の手では（たとえ相手の獅子に効いている自分の駒があっても）相手の獅子を取ることが出来ない。これを先獅子（せんじし）という。一手おいてから取ることはよい。ただし獅子で獅子を取った場合は例外として先獅子にはならない（後述）。
- 例（先手の駒を黒、後手の駒を赤で表す）

|  | 飛 |    |  |  |    |  |
|  |    |    |  |  |    |  |
|  |    |    |  |  |    |  |
|  |    |    |  |  | 獅 |  |
|  | 獅 |    |  |  |    |  |
|  |    |    |  |  |    |  |
|  |    | 角 |  |  |    |  |

先手の角行が後手の獅子を取ると、後手は直後の手で先手の獅子を飛車で取ることが出来ないので、先手の獅子は逃げることができる。もし先手が獅子を逃げずに他の手を指せば、後手はその次の手で獅子を取ってもよい。

##### 獅子同士の取り合い
1. （隣接する獅子は自由に取れる）自分の獅子から見て、隣接した周囲八マス（動きの説明で■の所）にいる相手の獅子は無条件で取ることが出来る。以下のルールは「離れた」所（動きの説明で□の所）にいる相手の獅子を自分の獅子で取る時のものである。
2. （足のある獅子は獅子で取れない）ある駒に味方の他の駒（つなぎ駒という）が利いている時、言い換えればその駒を相手が取った時にその取った駒をすぐに取り返せるような状態のことを、駒に足が付いていると言う。足が付いている相手の獅子を自分の獅子で取ることは出来ない。獅子以外の駒で足のある獅子を取ることは（先獅子の場合を除いて）自由である。また、つなぎ駒で獅子を取り返す場合に次の手で玉将（太子）が取られてしまい、獅子を取り返すことが事実上できない場合も、味方の駒が利いている獅子には足があるとみなす。
3. （獅子かげの足）獅子に直接の足がない場合でも、相手の獅子をまたげば自分の獅子に足がある時、正確に言えば自分の獅子と相手の獅子が縦か横か斜めに真っ直ぐに並んでいて、相手の獅子の側の延長線上にその線に沿って走れる自分の駒があれば、同様に足があるとみなす。これを獅子かげの足またはかげ足・裏足があると言う。
4. （付け喰い）ただし、自分の獅子と相手の獅子との間に歩兵・仲人以外の駒があれば、獅子に足があってもその駒と同時になら取ることが出来る。これを付け喰い（つけぐい）または喰添（くいそえ）と言う。この時相手はすぐにつなぎ駒で獅子を取り返すことができる（先獅子は適用されない）。これを獅子を撃つという。

- 隣接する獅子の例

|    |    | 金 |
|    | 獅 |    |
| 獅 |    |    |

先手の獅子は足に関係なく後手の獅子を取れる。
- 足がある獅子の例

|  | 角 |    |  | 香 |
|  | 銀 |    |  |    |
|  |    | 獅 |  |    |
|  |    |    |  | 獅 |
|  |    |    |  |    |

先手の獅子には銀将、後手の獅子には香車が利いているので、お互いに獅子で獅子を取ることは出来ない。先手が角行で後手の獅子を取ることはよい。
- 獅子かげの足の例

| 獅 |  |    |  |    |
|    |  |    |  |    |
|    |  | 獅 |  |    |
|    |  | 歩 |  |    |
|    |  |    |  | 角 |

後手の獅子には角行によって獅子かげの足が付いているので、先手は後手の獅子を取ることが出来ない。逆に先手の獅子は角行に当てられているので、逃げなければ取られてしまう。
- 付け喰いの例

|    |    | 獅 |    | 飛 |
| 金 | 仲 |    |    |    |
|    |    | 獅 |    |    |
|    |    |    | 銀 |    |
|    |    |    |    | 獅 |

後手の二つの獅子にはともに足があるが、先手は後手の右側の獅子を銀将を取りながら付け喰いできる。この時後手は直後の手で飛車で先手の獅子を撃つことができる。銀将を飛び越えて右側の獅子だけを取ることは出来ない。また、仲人は付け喰いに使えないので左側の後手の獅子は取ることが出来ない。なお、後手の仲人と金将を同時に取ることは付け喰いではないので自由にできる。

### ゲームの進め方
棋力が同じ程度の場合、手合割は平手とする。平手戦の場合、開始時には駒をつぎのように並べる。
上図のように、盤面を図として表示する場合、下側が先手、上側が後手となる。先手から見て、中将棋盤の右上のマスを基点とし、横方向に1・2・3・…・12、または子・丑・寅・…・戌・亥、縦方向に一・二・三・…・十二とマスの位置を表する座標を決められている。棋譜はこの数字を用いて表現する。

### 勝敗の決め方
- 玉将または王将を追い詰めて王手の回避ができない状態（詰み）になり相手が投了した場合、勝ちとなる。
- 自軍の駒で敵軍の王将または玉将を取った場合（突き落とし）、勝ちとなる。
  - 本将棋とは違い、玉将または王将を取っても反則勝ち扱いにはならない。この時、それを取る駒を立て、「失礼しました」と一言いうとよいが、別にいわなくてもよい。
- 両軍が駒を消耗しあい駒枯れになった場合、王将・玉将2枚と成金1枚だけがあったときは成金のある側が勝ちとなる。つまり、王将・玉将以外の駒を持っていた方が勝ちとなる。
  - 駒枯れになっても相手を詰められない場合、合意によって引き分けとなる（持将棋）。例えば、王将・玉将だけになった場合は合意によって引き分けとなる。
- 上記※1で述べたとおり太子がいる場合、太子と王将・玉将の両方をとらないと勝ちにならない。太子と王将・玉将の両方を詰めても、味方の太子と王将・玉将が全て先に取られる状況ならば負けとなる。
- 王手はかかっていないが反則にならずに次に動かせる駒が一切無い状態になることがあるが（チェスでいうステイルメイト）、そうなった場合は負けとなる。

### 反則
- 同一局面が4回起きた場合（千日手）、4回目の局面となる手を戻し別の手にすること。
- 連続して王手をし千日手の場合、王手を仕掛けた方が別の手にすること。
- 一回持ち上げた駒はかならず動かさなくてはならない。
  - ただし、全ての利きに味方の駒がいるなどして動かせない駒の場合、無効となる。

### ローカルルール
- 先獅子が適用されるのを「あとに取られる側の獅子に足があるとき」に限定する。このルールでは、自分の獅子が取られた直後であっても、相手の獅子に足がない場合ならば、その獅子を自由に取ることができる。
- 199手連続して両者とも駒を取らず、また駒を成ることがなかった場合、引き分けとなる。
- 成りに関して、本将棋と同じルールを使用する。
- 片方のプレイヤーに王将だけ（太子だけ）が残り、もう片方のプレイヤーに相手を詰める手段がない場合、引き分けになる。一般に、以下の組み合わせでは詰めることができない。
  - 王将（太子）1枚だけ
  - 王将（太子）1枚＋ちょろ角1枚
  - 王将（太子）1枚＋同じ筋のちょろ角2枚
  - 以下のケースにおいては、理論上は詰ますことが可能であるが、そのためには王将（太子）が自ら死地におもむく悪手を指さなければならない。
    - 王将（太子）1枚＋歩兵1枚
    - 王将（太子）1枚＋と金1枚
    - 王将（太子）1枚＋猛豹1枚

### ハンディキャップ（駒落ち）
中将棋でのハンディキャップの付け方には、次の3通りが知られている。92枚の駒を配置したのち、特別な手順を踏む。
- 3枚獅子：最も大きなハンディ。上手の麒麟と下手の鳳凰を入れ替える。さらに麒麟2枚をそれぞれ裏返す。下手は獅子3枚、上手は鳳凰2枚持った状態で始まることになる。

- 2枚獅子：下手の麒麟を裏返す。下手は獅子2枚持った状態で始まることになる。

- 2枚王：下手の醉象を裏返す。下手は玉将・太子を両方持った状態で始まることになる。